# Great Barrington, England
Great Barrington är en by i civil parish Barrington, i distriktet Cotswold, i grevskapet Gloucestershire i England. Byn är belägen 10 km från Northleach. Great Barrington var en civil parish fram till 1935 när blev den en del av Barrington. Civil parish hade 330 invånare år 1931. Byn nämndes i Domedagsboken (Domesday Book) år 1086, och kallades då Berni(n)tone.